# Nicolae Alexandru
Nicolae Alexandru  (? – 16 noiembrie 1364) a fost un domn al Țării Românești, între 1352 - 16 noiembrie 1364, anterior fiind asociat la domnie de tatăl său, Basarab I, dinainte de 1343.

## Familia și religia
Nicolae Alexandru este fiul voievodului Basarab I și al doamnei Margareta. A fost căsătorit de trei ori. Din prima căsătorie cu Maria Lackfi au rezultat doi fii: Vladislav I (1325 - c. 1377), Voislav (d. ianuarie 1366?) și o fată Elisabeta, măritată cu Ladislau de Oppeln. Din a doua căsătorie, cu Klára Dobokay, Nicolae Alexandru a avut două fete: Anca, măritată cu Ștefan Uroș al V-lea cneazul Serbiei și Ana, căsătorită cu Ivan Srațimir, țarul de Vidin, și un fiu Radu I (1330 - ca. 1383). Din porunca Anei, în 1360 a fost scris la Vidin un sinaxar ce cuprindea viețile femeilor sfinte. A treia soție a fost Margit Dabkai
Spre deosebire de regele Ungariei, care îi denunța pe Nicolae Alexandru și pe tatăl său Basarab I ca fiind „schismatici”, Cancelaria Papală, reputată pentru bunele sale informații, îi consideră pe amândoi credincioși bisericii catolice. Într-un document de la 17 octombrie 1345, papa Clement al VI-lea îl lăuda pe „nobilul bărbat Alexandro Bassarati” pentru devotamentul său catolic. Papa Clement al VI-lea mai scria că unii dintre valahii (olachi romani, conform documentului)] din Transilvania, Țara Românească și Sirmium „au și ajuns să cunoască drumul adevărului, prin îmbrățișarea credinței catolice”. De altfel, după căsătoria cu Klara Dobokai Nicolae Alexandru a și recunoscut autoritatea episcopiei Transilvaniei asupra catolicilor străini sau localnici de pe teritoriul Țării Românești. Însă unii consideră că religia catolică exprimată de acesta este de fapt doar rezultatul presiunilor din lumea occidentală de care acesta se apără prin îmbrătișarea superficială a religiei occidentale.
Se pare că abia după înființarea Mitropoliei Ungrovlahiei, în 1359, va adera oficial la credința ortodoxă, luându-și numele de Nicolae, după Sf. Nicolae atât de apreciat de biserica răsăriteană (nume care nu apare în nici un document anterior).Tot prin dobândirea credinței ortodoxe se vor îmbunătăți relațiile cu Imperiul Bizantin.

## Domnia

### Politica internă

#### Biserica. Înființarea Mitropoliei Ungrovlahiei

Biserica mănăstirii Negru Vodă, ctitoria lui Nicolae Alexandru

Ca ctitor, Nicolae Alexandru i-a urmat tatălui său, terminând mănăstirea Negru Vodă din Câmpulung și continuând lucrul la Biserica Domnească din Argeș. De asemenea, biserica Sân Nicoară (astăzi în ruine) îi este atribuită tot lui.
În luna mai 1359, în condițiile interceptării de către regele Ungariei a corespondenței pe care o întreținea cu Papalitatea și grăbit în a fi uns „domn autocrator”, adică singur stăpân, suveran prin drept divin, se adresează împăratului bizantin și patriarhului Callistus I pentru a înființa o mitropolie în Țara Românească. Cererea îi este acceptată și sub tutela patriarhului ecumenic de la Constantinopol este înființată Mitropolia Ungrovlahiei avându-l la conducere pe chir Iachint, mitropolitul de Vicina. Noua eparhie urma sa aibă în fruntea sa mitropoliți numiți de Patriarhia Ecumenică și să intre în circuitul mitropoliilor ortodoxe. Sediul mitropoliei se găsea la Curtea de Argeș, după unii istorici, sau la Câmpulung, după alții.
Înființarea Mitropoliei Ungrovlahiei este actul cel mai semnificativ al domniei lui Nicolae Alexandru care stabilește clar apartenența confesională a Țării Românești la ortodoxie.
Nicolae Alexandru a sprijinit cu bani și mănăstirea Cutlumuz de la Muntele Athos. Cu ajutorul acestuia a fost ridicat turnul cel mare de acolo și s-au efectuat diferite reparații și îmbunătățiri la sfântul lăcaș.

### Politica externă

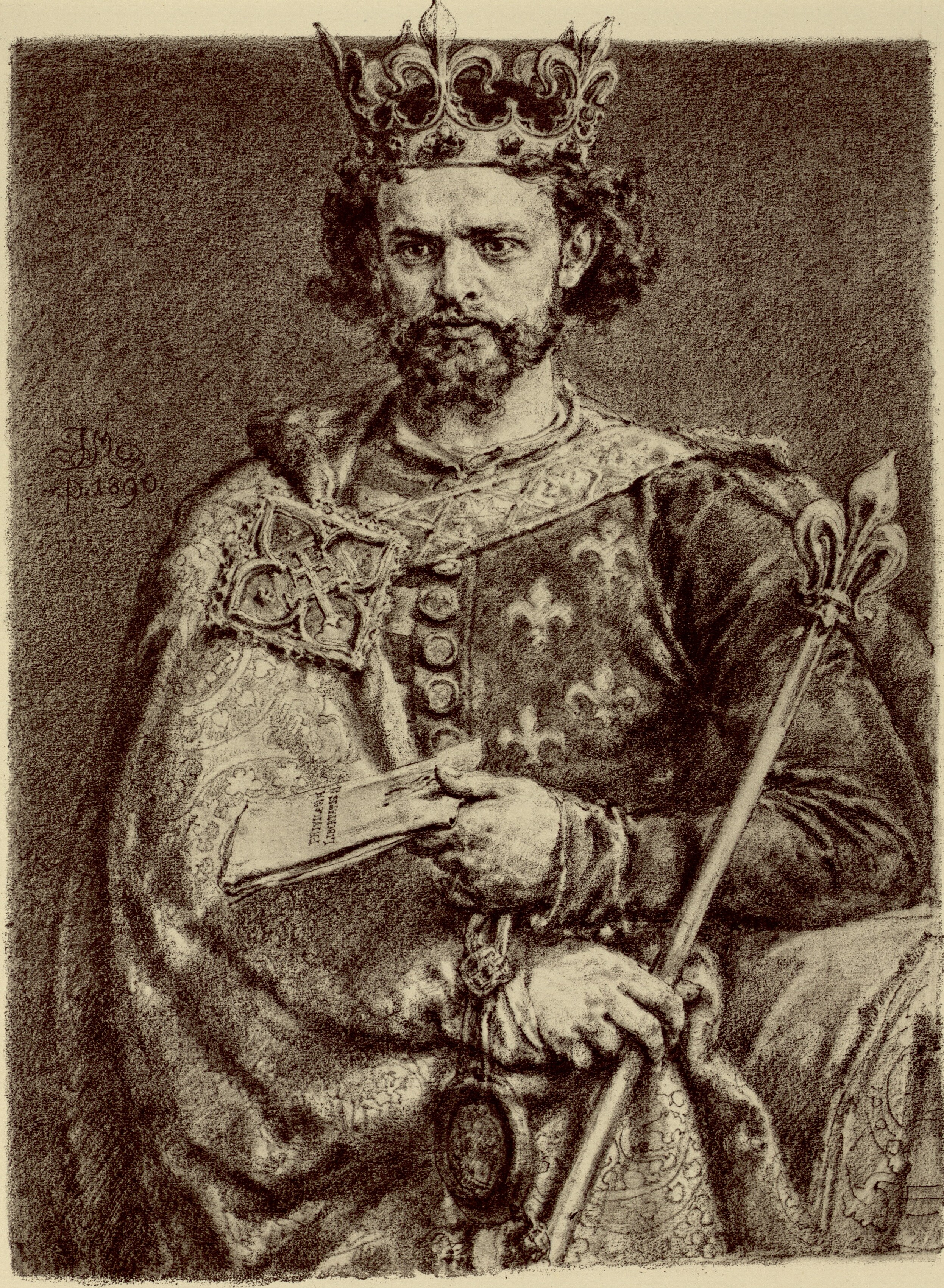
Regele Ludovic I al Ungariei

În 1343 o cronică maghiară, menționează că Alexandru Voievod a încheiat un acord de supunere cu regele Ludovic I cel Mare, părere infirmată de însuși regele maghiar care, într-un act datat 29 august 1359, spune că după 1341 a trimis în mai multe misiuni eșuate pe Dimitrie, episcopul de Oradea pentru a negocia readucerea Țării Românești sub suzeranitatea angevină. Istoricul Constantin C. Giurescu este de părere că întrevederea din 1343 a avut drept scop reluarea relațiilor diplomatice între cele două state, întrerupte în urma conflictului din 1330, precum și purtarea unor discuții cu privire la campania împotriva tătarilor din Bugeac care va începe peste unul sau doi ani.
Abia din 1345 sau, mai târziu, chiar din 1355 când devin sigure semnele unor îmbunătățiri a relațiilor între cele două părți, Nicolae Alexandru apare în actele maghiare ca supus autorității coroanei și primitor al unor „beneficii”. Nu se știe exact despre ce „beneficii” este vorba, după unii istorici ar fi în legătură cu recunoașterea stăpânirii Basarabilor asupra Banatului de Severin, măr al discordiei încă de la începutul secolului, sau asupra Făgărașului.
Evoluția ulterioară duce inevitabil spre conflict cu coroana maghiară în momentul în care Ludovic I cel Mare, ca un suveran absolut asupra pământului de peste munți, dă în 1358 drepturi negustorilor brașoveni să treacă nestingheriți și netaxați pe teritoriul cuprins între Buzău și Prahova, de la locul unde Ialomița se varsă în Dunăre și până la vărsarea Siretului, ignorând astfel grosolan autoritatea domnitorului ce stăpânea de facto aceste teritorii. C-tin C. Giurescu este de părere însă că brașovenii au cerut doar o garanție suplimentară suzeranului maghiar că nu vor păți nimic pe teritoriul vasalului său, Nicolae Alexandru. Voievodul muntean renunță la suzeranitatea ungară în 1359.

### Sfârșitul domniei

Piatra funerară de pe mormântul lui Nicolae Alexandru

Până la sfârșitul domniei lui Nicolae Alexandru se pare că nu s-au ameliorat raporturile între el și regele ungar, căci imediat după suirea pe tron a fiului său, Vladislav I, Ludovic îl apostrofează afirmând că a urmat „obiceiurile rele” ale tatălui acestuia.
Nicolae Alexandru moare la 16 noiembrie 1364, fiind înmormântat în biserica de la Câmpulung, ctitoria sa și a tatălui său. Pe piatra de mormânt se află următoarea inscripție în limba slavonă:
În luna noiembrie 16 zile, a răposat marele și singur stăpânitorul domn Io Nicolae Alexandru voievod, fiul Marelui Basarab, în anul 6873, indictionul 3. Veșnica lui pomenire.

## Portrete ale lui Nicolae Alexandru
Singurul portret contemporan al domnitorului se păstrează refăcut în secolul al XIX-lea, la ctitoria sa din Câmpulung. „În urâta zugrăveală de pe la 1820, el apare cu o coroană înflorită, sprâncenat, oacheș, bărbos, purtând peste haină o misadă ca în portretul lui Vlad Țepeș”.
Mai recent, s-a opinat că celebrul portret al domnitorului din fresca "Deisis" de la Curtea de Argeș, este tot al lui Nicolae Alexandru, și nu al lui Basarab I cum s-a crezut la început, de vreme ce Sf.Ioan Botezătorul a fost înlocuit în scenă cu Sf.Nicolae, patronul bisericii și patronimicul voievodului.